# (18321) Bobrov
Pour les articles homonymes, voir Bobrov (homonymie).
(18321) Bobrov est un astéroïde de la ceinture principale.

## Description
(18321) Bobrov est un astéroïde de la ceinture principale. Il fut découvert le 25 octobre 1982 à Naoutchnyï par Lioudmila Jouravliova. Il présente une orbite caractérisée par un demi-grand axe de 2,70 UA, une excentricité de 0,28 et une inclinaison de 3,3° par rapport à l'écliptique.
Il fut nommé en memoire du footballeur et hockeyeur soviétique Vsevolod Bobrov (1922 – 1979).

## Compléments